# Blue Pearl
Blue Pearl var en techno/house-duo.

## Diskografi
- Naked (1990)

| Musikgruppe | Spire Denne artikel om en amerikansk musikgruppe er en spire som bør udbygges. Du er velkommen til at hjælpe Wikipedia ved at udvide den. |